# Willi Horn
Willi Horn (17 de enero de 1909 – 31 de mayo de 1989) fue un deportista alemán que compitió en piragüismo en la modalidad de aguas tranquilas. Participó en los Juegos Olímpicos de Berlín 1936, obteniendo una medalla de plata en la prueba de K2 plegable 10 000 m.

## Palmarés internacional
| Juegos Olímpicos | Juegos Olímpicos   | Juegos Olímpicos | Juegos Olímpicos     |
| Año              | Lugar              | Medalla          | Competición          |
| ---------------- | ------------------ | ---------------- | -------------------- |
| 1936             | Berlín ( Alemania) | Medalla de plata | K2 plegable 10 000 m |